# (9453) Mallorca
(9453) Mallorca (1998 FO1) – planetoida z pasa głównego asteroid okrążająca Słońce w ciągu 5,15 lat w średniej odległości 2,98 j.a. Odkryta 19 marca 1998 roku.